# A Beginning
"A Beginning" is een instrumentaal nummer van de Britse band The Beatles. Het is gecomponeerd door George Martin, de producer van de groep, en heeft in 1968 het album The Beatles niet gehaald. Pas in 1996 werd het voor het eerst uitgebracht op het compilatie-album Anthology 3.

## Achtergrond
"A Beginning" is op 22 juli 1968 opgenomen door het orkest van George Martin. Op dezelfde dag werd ook de muziek van "Good Night" opgenomen. Het was bedoeld als introductie voor "Don't Pass Me By", het eerste nummer dat drummer Ringo Starr voor The Beatles had geschreven. Het stuk verscheen niet op het album, maar kwam wel voor in de bioscoopfilm Yellow Submarine, waar het te horen was als introductie van "Eleanor Rigby". Opvallend genoeg kwam het stuk ook niet op het bijbehorende soundtrackalbum terecht.
Voor het project The Beatles Anthology was het de bedoeling dat alle drie de albums zouden worden geopend door een "nieuw" Beatles-nummer, aangezien de band een aantal oude demo's van de overleden John Lennon had gevonden. De albums Anthology 1 en Anthology 2 openden met respectievelijk "Free as a Bird" en "Real Love". Het was de bedoeling dat "Now and Then" de opener zou worden van Anthology 3. Er werd korte tijd gewerkt aan dit nummer, maar gitarist George Harrison vond het geen goede opname en het werd niet afgemaakt. Ook werd er overwogen om "Grow Old with Me" te bewerken, voordat de band en producer Jeff Lynne erachter kwamen dat er te veel aan de opname moest gebeuren. Tevens werd er als reden gegeven dat het geen onuitgebracht nummer is, omdat het in 1984 al verscheen op het postume Lennon-album Milk and Honey. Om toch een nieuw nummer op het album te zetten, werd er gekozen voor "A Beginning".
Take 4 van "A Beginning" werd in 2018 uitgebracht op de heruitgave ter gelegenheid van de vijftigste verjaardag van het album The Beatles. Hierop was het te horen als de introductie voor take 7 van "Don't Pass Me By".